# Inwil
Inwil (toponimo tedesco) è un comune svizzero di 2 897 abitanti del Canton Lucerna, nel distretto di Hochdorf.

## Geografia fisica

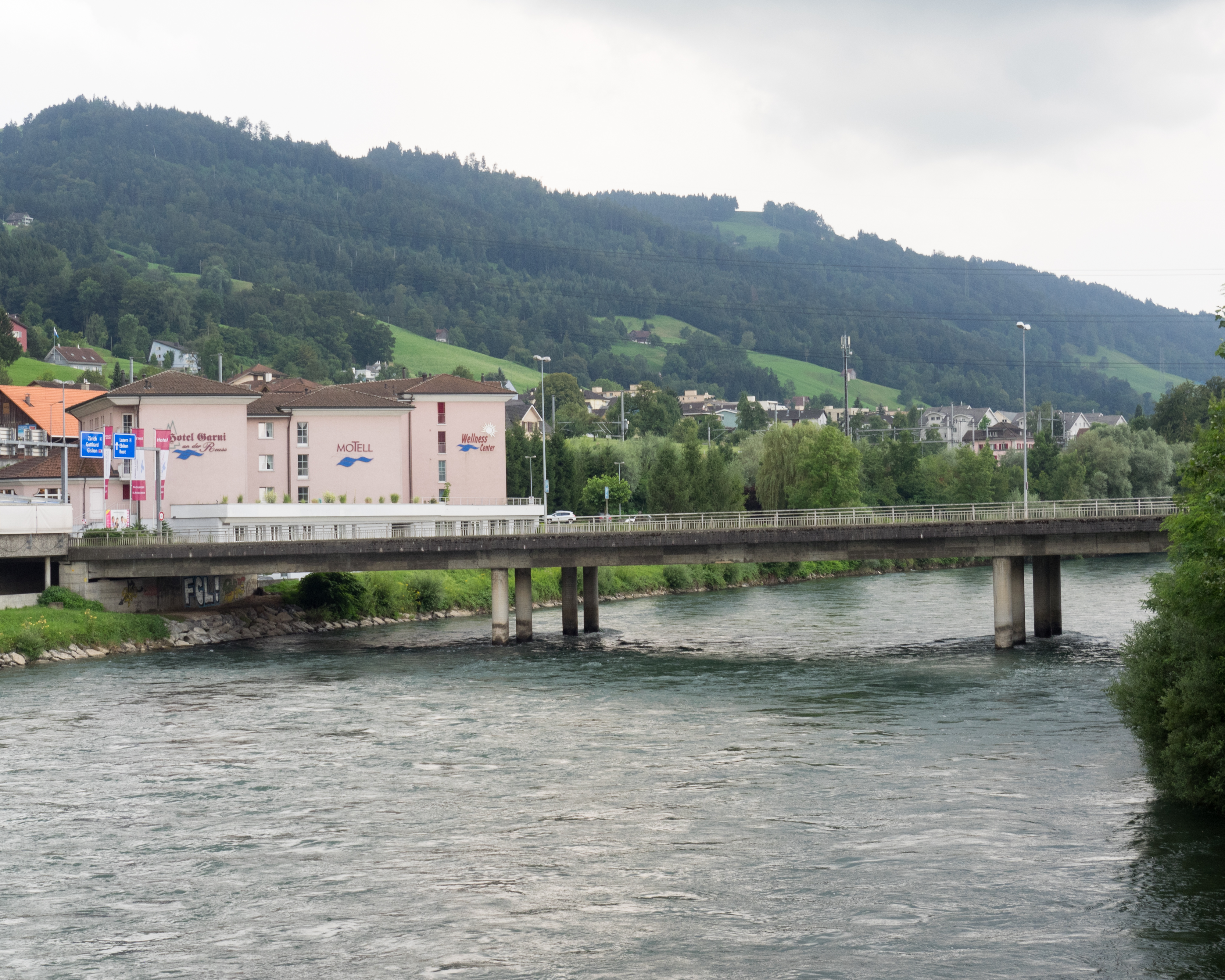
Il ponte sulla Reuss tra Inwil e Gisikon

Il territorio del comune di Inwil si estende nella valle della Reuss.

## Monumenti e luoghi d'interesse
- Chiesa parrocchiale cattolica dei Santi Pietro e Paolo, eretta nel 1275, ricostruita nel 1777-1778 e ristrutturata nel 1923[3];
- Cappella cattolica di Santa Caterina, già chiesa conventuale del convento di Eschenbach, eretta nel XV secolo e ampliata nel 1659-1660[3];
- Rovine del villaggio di Alt-Eschenbach (già Eschenbach), abitato tra l'XI e il XIII secolo e distrutto da un incendio nel 1309[3].

## Società

### Evoluzione demografica
L'evoluzione demografica è riportata nella seguente tabella:
Abitanti censiti

## Geografia antropica
Il comune fa parte dell'area metropolitana di Lucerna.

### Frazioni
Le frazioni di Inwil sono:
- Ausserschachen[senza fonte]
- Fahr
- Oberhofen
- Pfaffwil[senza fonte]